# 미도촌
미도촌(御堂村)은 1955년까지 이와테현 이와테군의 북부에 위치했던 촌이다. 현재의 이와테정에 해당한다.

## 연혁
- 1889년 4월 1일 - 정촌제가 시행으로 기타이와테 군 미도촌이 성립하였다.
- 1896년 3월 29일 - 기타이와테 군과 미나미이와테 군이 합병해 이와테 군이 되었다.
- 1955년 7월 21일 - 누마쿠나이정, 잇카타이촌, 가와구치촌과 합병해 이와테정이 되었다.

## 교통

### 철도
- 일본국유철도 도호쿠 본선
  - 합병 후인 쇼와 1961년 4월 15일, 미도 신호장이 역으로 승격해 미도역이 개업했다.

## 참고서적
- 『이와테현 정촌 합병지』(이와테현 총무부 지방과, 1957년)